# Ian Wilmut
Sir Ian Wilmut, OBE FRS FMedSci FRSE (født 7. juli 1944, død 10. september 2023) var en britisk embryolog og leder af Medical Research Council Centre for Regenerative Medicine ved University of Edinburgh. Han er bedst kendt for at lede det forskerhold, der i 1996, foretog den først succesfulde kloning af et pattedyr vha. en somatisk celle fra et voksent dyr, et får ved navn Dolly, som blev født den 5. juli 1996.